# Richtlinie 2000/9/EG über Seilbahnen für den Personenverkehr

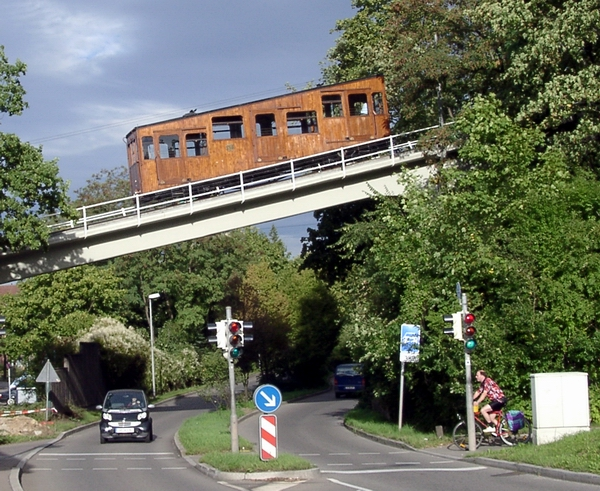
Standseilbahn Stuttgart zum Waldfriedhof

Die Richtlinie über Seilbahnen für den Personenverkehr bzw. Seilbahnrichtlinie vom 20. März 2000 regelt die Anforderungen für das Inverkehrbringen von Aufzugsanlagen in den Personenverkehr innerhalb des Europäischen Wirtschaftsraumes. Sie gilt auch für Schrägaufzüge des Personenverkehrs außerhalb von Gebäuden. Mit der Richtlinie wurden spezifische Anforderungen eingeführt, die gleichen Sicherheitszielen für alle Anlagen Rechnung tragen.

## Definition
Seilbahnen sind in erster Linie Verkehrsanlagen, die in Tourismusorten und in Bergregionen eingesetzt werden. Dabei handelt es sich um Standseilbahnen, Luftseilbahnen, Kabinenbahnen, Sesselbahnen und Schleppaufzüge. Es kann sich aber auch um Seilbahnen handeln, die in städtischen Verkehrssystemen eingesetzt werden.

## Aufgaben
Die Mitgliedstaaten sind für die Sicherheitsaufsicht über Seilbahnen während des Baus, der Inbetriebnahme und des Betriebs zuständig. Sie haben außerdem zusammen mit den zuständigen Stellen die Verantwortung im Hinblick auf die Bodenrechte, die Raumordnung und den Umweltschutz. Seilbahnen müssen sicher sein. Daher müssen die grundlegenden Anforderungen zum Schutz der Sicherheit und der Gesundheit  eingehalten werden. Die Anforderungen müssen verantwortungsbewusst angewandt werden, um dem Stand der Technik zum Zeitpunkt der Herstellung sowie technischen und wirtschaftlichen Erfordernissen Rechnung zu tragen.